# Jó zsaru – rossz zsaru
A Jó zsaru – rossz zsaru (eredeti címén: Shattered) 2010-es kanadai bűnügyi televíziós sorozat. A sorozat alkotója Rick Drew főszereplője pedig Callum Keith Rennie, aki egy személyiségzavarban szenvedő nyomozót alakít. Mellette még főbb szereplőként megtalálható Molly Parker, Camille Sullivan, Karen LeBlanc és Clé Bennett.
A sorozatot Kanadában 2010. szeptember 1. és 2011. február 24. között vetítette a Showcase és később a Global, Magyarországon a Universal Channel mutatta be 2010. november 22-én.

## Cselekménye
A sorozat főszereplője Ben Sullivan, az éles ésszel rendelkező nyomozó, aki viszont többszörös személyiségzavarral küzd. A legelső részben új társat kap Amy Lynch személyében, akivel egy gyilkosság gyanúsítottját üldözik, akit az üldözés közben megölnek, ez a tett és a következményei pedig összekötik őket. A sorozat kettőjük nyomozását követi figyelemmel, miközben Ben igyekszik együtt élni a sok személyiségével, és ezzel együtt a bűn ellen dolgozni.

## Szereplők
| Szereplő                  | Eredeti hang        | Magyar hang |
| ------------------------- | ------------------- | ----------- |
| Kyle Loggins              | Callum Keith Rennie |             |
| Ella Sullivan             | Molly Parker        |             |
| Amy Lynch                 | Camille Sullivan    |             |
| Sergeant Pam ‘TC’ Garrett | Karen LeBlanc       |             |
| Inspector Roscoe          | Brian Markinson     |             |
| John ‘Hall’ Holland       | Clé Bennett         |             |
| Patrick Michaels          | Chad Rook           |             |
| Terry Rhodes              | Martin Cummins      |             |
| Dr. Ryan Disilvio         | Brian Markinson     |             |

## Epizódok
| #   | Eredeti cím                     | Magyar cím          | Író              | Rendező          | Eredeti premier      | Magyar premier     | Eredeti nézettség (millió fő) |
| --- | ------------------------------- | ------------------- | ---------------- | ---------------- | -------------------- | ------------------ | ----------------------------- |
|     |                                 |                     |                  |                  |                      |                    |                               |
| 0.  | Pilot                           | N/A                 | Rick Drew        | Bobby Roth       | 2011, február 24.    | N/A                | N/A                           |
| 1.  | The Sins of Fathers             | Az apák bűnei       | Frank Borg       | Kari Skogland    | 2010. szeptember 1.  | 2010. november 22. | 0.428                         |
| 2.  | Harry Has a Wife?               | Harry felesége      | David Shmidt     | Stephen Surjik   | 2010. szeptember 8.  | 2010. november 22. | 0.375                         |
| 3.  | Sound of a Strap                | A szemtanú          | Shernold Edwards | Rick Rosenthal   | 2010. szeptember 29. | 2010. november 29. | N/A                           |
| 4.  | Tears Bring Harry               | Harry és a könnyek  | Greg Spottiswood | Patrick Williams | 2010. október 6.     | 2010. november 29. | 0.284                         |
| 5.  | Don't Wanna Die                 | Nem akarok meghalni | Greg Spottiswood | Kari Skogland    | 2010. szeptember 22. | 2010. december 6.  | 0.423                         |
| 6.  | She Had You Fooled              | Megbolondítva       | Adam Barken      | Rick Rosenthal   | 2010. december 31.   | 2010. december 6.  | N/A                           |
| 7.  | Where's The Line                | Hol a határ?        | Greg Spottiswood | Stephen Surjik   | 2010. október 13.    | 2010. december 13. | 0.273                         |
| 8.  | Everyone's a Hostage to Someone | Túszhelyzet         | Frank Borg       | Patrick Williams | 2010. október 27.    | 2010. december 13. | 0.431                         |
| 9.  | In the Dark                     | Sötétben            | Jennica Harper   | Helen Shaver     | 2010. november 3.    | 2011. január 3.    | 0.245                         |
| 10. | Key with No Lock                | Kulcskérdés         | David Schmidt    | Patrick Williams | 2011. január 28.     | 2011. január 3.    | N/A                           |
| 11. | Finding The Boy                 | Keresd a babát!     | Rick Drew        | Patrick Williams | 2011. február 4.     | 2011. január 10.   | N/A                           |
| 12. | Stairways to Perceptions        | Érzékelés           | Frank Borg       | David Frazee     | 2010. november 10.   | 2011. január 10.   | 0.300                         |
| 13. | Out of Sorrow                   | Fájdalmas emlékek   | Shernold Edwards | Helen Shaver     | 2010. november 17.   | 2011. január 17.   | 0.352                         |